# Kimberley Jim
Pour plus de détails, voir Fiche technique et Distribution.
Kimberley Jim est une comédie musicale sud- africaine, réalisée en 1963 et dirigée par Emil Nofal avec Jim Reeves , Madeleine Usher et Clive Parnell dans les rôles principaux.
Le film est sorti en 1965 après la mort de Reeves dans un accident d'avion.

## Genre
Le film est une comédie musicale.  

## Scénario
Kimberley Jim est un chanteur américain qui participe à la ruée vers le diamant à Kimberley en Afrique du Sud à la fin du XIXe siècle. Avec son complice Gerry, il escroque les gens en vendant des médicaments brevetés et en trichant au poker afin d'investir leurs gains dans le développement d'une mine de diamants.

## Musique
Reeves interprète plusieurs chansons dans le film dont l'une en partie en afrikaans. La bande originale comprend 14 chansons :  « Kimberley Jim », « Strike It Rich », « I Grew Up », « My Life Is A Gypsy », « Born To Be Lucky », « Old Fashioned Rag », « Diamonds In The Sand », « A Stranger's Just A Friend », « Fall In And Follow », « Roving Gambler » et « Dolly With The Dimpled Knees ».

## Fiche technique
- Réalisateur :  Emil Nofal
- Assistant réalisateur : Jans Rautenbach
- Scénario : Emil Nofal
- Producteur : Harry Hughes, Emil Nofal
- Production : Jamie Uys Film Productions
- Photographie : Juddex C. Viljoen
- Film en couleur
- Langue : Anglais
- Distributeur : Embassy Pictures
- Lieux du tournage : région de Brits et studios de Jamie Uys à Northcliff (banlieue de Johannesburg).
- Durée : 65 minutes
- Origine :  Afrique du Sud
- Sortie en Afrique du Sud : 1965

## Distribution
- Jim Reeves : Jim Madison
- Madeleine Usher : Julie Patterson
- Clive Parnell : Gerry Bates
- Arthur Swemmer : Bert Patterson
- Tromp Terre-Blanche : Ben Vorster
- Vonk de Ridder : Danny Pretorius
- June Neethling : Elize
- Dawid van der Walt : Jan le Roux
- Mike Holt : Punchy
- Don Leonard : Rube

### Documents multimédias
- Film Kimberley Jim sur YouTube